# ひなた (SUPER BEAVERの曲)
「ひなた」は、日本のバンド・SUPER BEAVERの1作目の配信限定シングル。2017年4月5日に[NOiD]/murffin discsから配信された。

## 概要
前作「美しい日/全部」から約3ヶ月ぶり、自身初の配信限定シングル。
表題曲の「ひなた」は関西テレビ・フジテレビ系ドラマ「でも、結婚したいっ！～BL漫画家のこじらせ婚活記～」主題歌、岩手銀行CM「登場」篇 テーマ、関西テレビ「ミュージャック」9月度エンディングテーマになっている。
MVにはOL役で横澤夏子、母親役で相席スタートの山崎ケイ、ミュージカル女優の若井久美子らが出演している。

## 収録曲
1. ひなた [4:49] 
作詞・作曲：柳沢亮太 / 編曲：SUPER BEAVER
  - 関西テレビ・フジテレビ系ドラマ「でも、結婚したいっ！～BL漫画家のこじらせ婚活記～」主題歌
  - 岩手銀行CM「登場」篇 テーマ
  - 関西テレビ「ミュージャック」9月度EDテーマ